# 코로나 (뉴멕시코주)

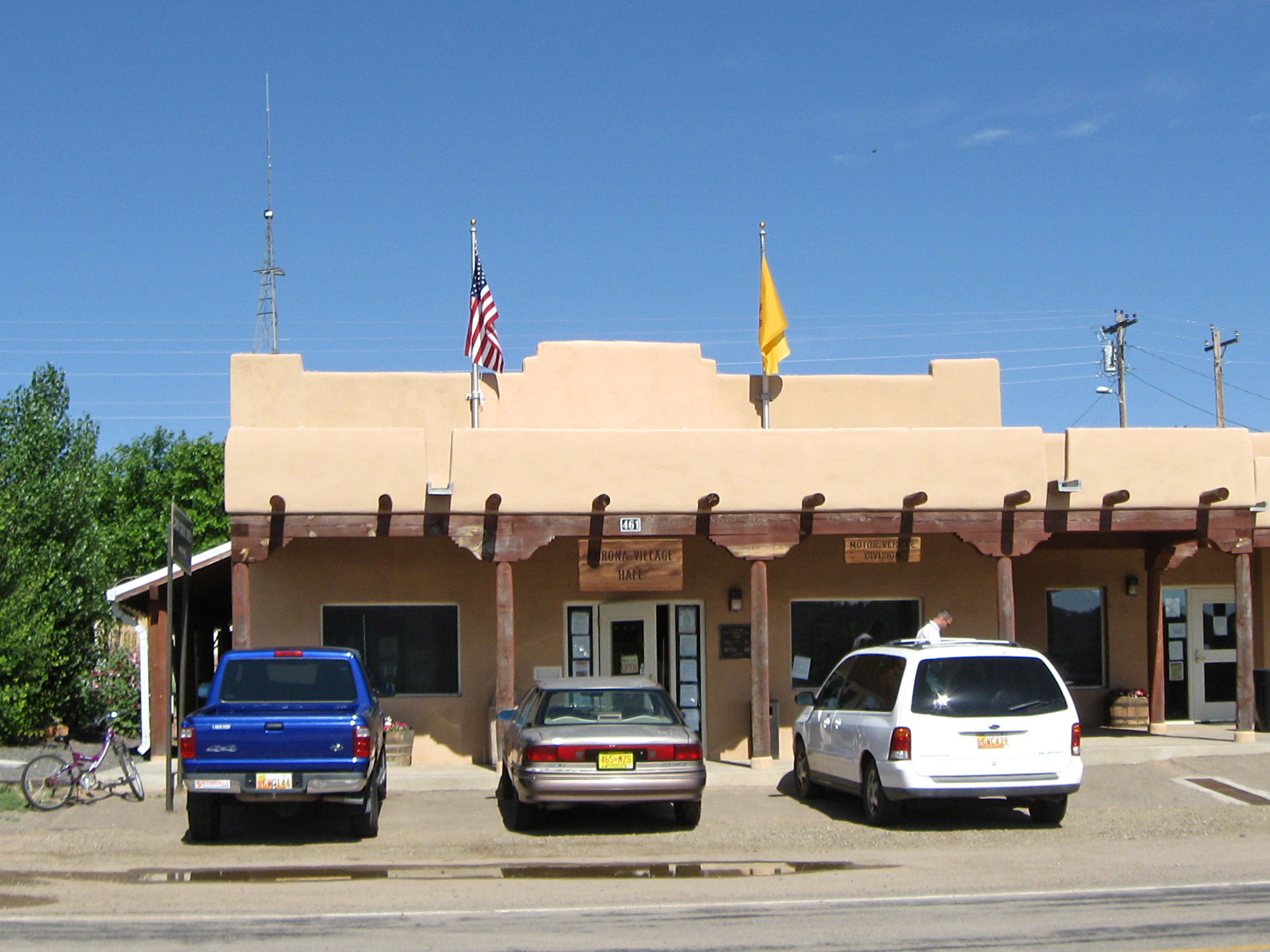
시청

위치

코로나(Corona)는 U.S. 루트 54에 위치한 미국 뉴멕시코주 링컨군의 도시이다. 2000년 인구조사에 따르면 인구 수는 165명이다.
2004년, 코로나는 4,000에이커(16km2)의 산불 지대였으며, 이는 미상의 방화범이 솔잎더미에 불을 지핀 것이 원인이었다.

## 지리
코로나의 위치는 북위 34° 15′ 2″ 서경 105° 35′ 44″ / 북위 34.25056°  서경 105.59556°  (34.250498, -105.595475)이다.
미국 인구조사국에 따르면 이 도시의 총 면적은 육지 기준으로 1.0 제곱마일 (2.6 km2)이다.

## 인구
| 인구조사              | 인구 | Note  | %±     |
| --------------------- | ---- | ----- | ------ |
| 1950년                | 530  |       | —      |
| 1960년                | 420  |       | −20.8% |
| 1970년                | 262  |       | −37.6% |
| 1980년                | 236  |       | −9.9%  |
| 1990년                | 215  |       | −8.9%  |
| 2000년                | 165  |       | −23.3% |
| 2010년                | 172  |       | 4.2%   |
| 2016 (추산)           | 162  | [ 2 ] | −5.8%  |
| U.S. Decennial Census |      |       |        |